# Pengilon
Pengilon is een bestuurslaag in het regentschap Temanggung van de provincie Midden-Java, Indonesië. Pengilon telt 836 inwoners (volkstelling 2010).